# 巴辛鎮區 (內布拉斯加州博伊德縣)
巴辛鎮區（英語：Basin Township）是位於美國內布拉斯加州博伊德縣的一個行政鎮區。

## 地方資料
巴辛鎮區的面積為333.53平方千米，當中陸地面積為333.40平方千米，而水域面積為0.13平方千米。根據2020年美國人口普查的數據，當地共有人口222人，而人口密度為每平方千米0.67人。